# هارالد كرامر
هارالد كرامر (بالسويدية: Harald Cramér)‏ هو عالم رياضيات سويدي.